# Kolejowa wieża ciśnień w Otwocku
Kolejowa wieża ciśnień w Otwocku – kolejowa wieża ciśnień, zlokalizowana w Otwocku przy ul. Orlej, w bezpośrednim sąsiedztwie stacji kolejowej na linii z Warszawy do Pilawy i Lublina (po zachodniej stronie tej linii).

## Historia
Pierwsza kolejowa wieża ciśnień na otwockiej stacji powstała w 1877. Zbudowano ją w tym samym czasie co drewniany dworzec. Obecny, trójkondygnacyjny obiekt o wysokości 21 metrów został wzniesiony w 1925 w ramach modernizacji i odbudowy kolei po zniszczeniach I wojny światowej. Wieża była potem modernizowana. M.in. zmieniono pokrycie dachu z dachówek na blachę ocynkowaną. 
Wieża jest swoją formą zbliżona do innych obiektów tego typu, budowanych po zakończeniu I wojny światowej (m.in. Sochaczew, Nasielsk i Modlin). 
Parter budynku zajmował do 2020 lokal gastronomiczny "Georges Tower". Po zakończeniu jego działalności wieża niszczeje.
Od 2021 budynek wpisany jest do rejestru zabytków województwa mazowieckiego (decyzja nr A-1663 z 27.09.2021).

## Architektura
Obiekt na planie sześciokąta zbudowany jest z czerwonej cegły i otynkowany. Składa się z kamiennego cokołu, w którym umieszczono portal wejściowy. Powyżej znajduje się trzon budowali i masywna głowica zawierająca zbiornik na wodę.